# Пом
Пом (фр. Pomps) — муніципалітет у Франції, у регіоні Нова Аквітанія, департамент Атлантичні Піренеї. Населення — 299 осіб (01.01.2021).
Муніципалітет розташований на відстані близько 640 км на південь від Парижа, 150 км на південь від Бордо, 26 км на північний захід від По.

## Географія

### Клімат
Клімат теплий океанічний. Зима м'яка, середня температура січня — від +5°С до +13°С, температури нижче -10 °C бувають рідко. Сніг випадає близько 15 днів на рік з листопада по квітень. Максимальна температура влітку близько 20-30 °C, вище 35 °C буває дуже рідко. Кількість опадів високе, близько 1100 мм в рік. Характерна безвітряна погода, сильні вітри дуже рідкісні.

## Демографія
Динаміка населення (INSEE ):
Розподіл населення за віком та статтю (2006):
| Стать | Всього | До 15 років | 15-24 | 25-44 | 45-64 | 65-85 | Понад 85 |
| --- | ------ | ----------- | ----- | ----- | ----- | ----- | -------- |
| Чоловіки | 99     | 15          | 4     | 26    | 27    | 19    | 8        |
| Жінки | 120    | 23          | 4     | 38    | 35    | 16    | 4        |
| \| Статево-вікова піраміда \| Статево-вікова піраміда \| Статево-вікова піраміда \| \| ----------------------- \| ----------------------- \| ----------------------- \| \| Чоловіки \| Вік \| Жінки \| \| 8 \| 85 + \| 4 \| \| 0 \| 80-84 \| 8 \| \| 0 \| 75-79 \| 4 \| \| 11 \| 70-74 \| 0 \| \| 8 \| 65-69 \| 4 \| \| 4 \| 60-64 \| 8 \| \| 11 \| 55-59 \| 4 \| \| 8 \| 50-54 \| 8 \| \| 4 \| 45-49 \| 15 \| \| 4 \| 40-44 \| 8 \| \| 11 \| 35-39 \| 15 \| \| 11 \| 30-34 \| 11 \| \| 0 \| 25-29 \| 4 \| \| 0 \| 20-24 \| 0 \| \| 4 \| 15-20 \| 4 \| \| 0 \| 10-14 \| 4 \| \| 4 \| 5-9 \| 11 \| \| 11 \| 0-4 \| 8 \| |        |             |       |       |       |       |          |
| Статево-вікова піраміда |        |             |       |       |       |       |          |
| Чоловіки | Вік    | Жінки       |       |       |       |       |          |
| 8 | 85 +   | 4           |       |       |       |       |          |
| 0 | 80-84  | 8           |       |       |       |       |          |
| 0 | 75-79  | 4           |       |       |       |       |          |
| 11 | 70-74  | 0           |       |       |       |       |          |
| 8 | 65-69  | 4           |       |       |       |       |          |
| 4 | 60-64  | 8           |       |       |       |       |          |
| 11 | 55-59  | 4           |       |       |       |       |          |
| 8 | 50-54  | 8           |       |       |       |       |          |
| 4 | 45-49  | 15          |       |       |       |       |          |
| 4 | 40-44  | 8           |       |       |       |       |          |
| 11 | 35-39  | 15          |       |       |       |       |          |
| 11 | 30-34  | 11          |       |       |       |       |          |
| 0 | 25-29  | 4           |       |       |       |       |          |
| 0 | 20-24  | 0           |       |       |       |       |          |
| 4 | 15-20  | 4           |       |       |       |       |          |
| 0 | 10-14  | 4           |       |       |       |       |          |
| 4 | 5-9    | 11          |       |       |       |       |          |
| 11 | 0-4    | 8           |       |       |       |       |          |

## Економіка
2010 року серед 148 осіб працездатного віку (15—64 років) 124 були активними, 24 — неактивними (показник активності 83,8%, у 1999 році було 69,7%). З 124 активних мешканців працювало 116 осіб (62 чоловіки та 54 жінки), безробітними було 8 (3 чоловіки та 5 жінок). Серед 24 неактивних 4 особи були учнями чи студентами, 10 — пенсіонерами, 10 були неактивними з інших причин.

У 2010 році у муніципалітеті числилось 98 оподаткованих домогосподарств, у яких проживали 254,0 особи, медіана доходів виносила 16 241 євро на одного особоспоживача.